# Semakau
L'Illa de Semakau  (en anglès: Semakau Island ; en Xinès: 士马高岛; en malai:  Pulau Semakau ), està situada al sud de l'illa principal de Singapur, fora dels estrets de Singapur. L'abocador de Semakau es troba a la part oriental de l'illa, i va ser creat per la fusió de Pulau Sakeng (també coneguda com a Pulau Seking), i "ancorada" a Pulau Semakau. El farciment sanitari és el primer abocador a alta mar de Singapur i actualment l'únic abocador que queda a Singapur.

## Història
Pulau Semakau va ser la llar d'un petit poble de pescadors, igual que l'illa de Pulau Sakeng (Xinès: 锡 京 岛), Que també era coneguda com a Pulau Seking. Les cases construïdes a les dues illes estaven construïdes sobre pilars de fusta o bambú, ja que la majoria dels habitants eren pescadors de subsistència, que vivien dels esculls de coral que hi ha a les seves aigües. Les dues illes tenien una disposició de poques casetes, però el centre de la comunitat es trobava a Pulau Semakau mentre que el lloc de policia Pulau Sakeng (comandat per un oficial de la policia Marítima de Singapur) es va situar a Pulau Sakeng.

## Abocador
L'abocador de Semakau és el primer i únic farcit sanitari costaner de Singapur, construït entre les illes del sud de Singapur. Abasta una àrea total de 3,5 quilòmetres quadrats i té una capacitat de 63 milions de m³. Per crear l'espai per als abocadors va ser necessari, un perímetre de roca de 7 quilòmetres que es va construir per tancar una part del mar entre Pulau Semakau i Pulau Sakeng. Actualment s'estima que l'abocador, que va començar les seves operacions el dia 1 d'abril de 1999, durarà fins 2045. El Ministeri de Medi Ambient i Recursos Hídrics, juntament amb l'Agència Nacional del Medi Ambient que gestiona l'abocador, espera que aquest termini s'ampliarà mitjançant la minimització de residus i diverses iniciatives de conservació de recursos.